# Monarchen
Die Monarchen (Monarchidae) sind eine Familie in der Ordnung der Sperlingsvögel (Passeriformes).
Monarchen sind in Afrika, südlich der Sahara, in Madagaskar, in Australien, Tasmanien, Neuguinea, Neukaledonien, Südasien und in Polynesien verbreitet.

## Merkmale
Monarchen sind kleine bis mittelgroße Singvögel. Das Gefieder ist bei den meisten Arten auf dem Rücken dunkel und am Bauch hell. Viele zeigen schwarze, weiße, bläuliche, rötliche Gefiederpartien, seltener sind Teile des Gefieders gelb. Die Männchen sind oft kräftiger und auffälliger gefärbt als die Weibchen. Viele Arten besitzen eine kleine Kopfhaube. Die Flügel sind mittellang und zugespitzt, der Schwanz ist lang bis sehr lang. Der Hals ist kurz und dick, der Kopf ist im Verhältnis zum Rumpf mittelgroß bis groß. Der Schnabel ist abgeflacht und oft bläulich gefärbt. An der Spitze des Oberschnabels sitzt ein kleiner, nach unten gebogener Haken. Die Beine sind kurz bis mittellang, die Füße der meisten Arten sind klein.

## Lebensraum und Lebensweise
Monarchen leben in verschiedenen Wäldern, darunter dichte Regenwälder, in Mangroven und Savannen. Sie ernähren sich vor allem von Insekten, hin und wieder auch von kleinen Wirbeltieren, selten auch von Früchten und Samen. Die meisten Arten sind monogam und beide Eltern kümmern sich um die Brut. Das Nest ist relativ klein, napfförmig und wird normalerweise aus Grass, Borkenstreifen, Flechten, Spinnweben, Moos und Stängeln in eine Zweiggabel gebaut. Das Gelege besteht aus einem bis fünf Eiern, wobei größere Gelege in den meisten Fällen bei den mehr nördlich vorkommenden Arten vorkommen. Die Brutzeit beträgt 12 bis 18 Tage und die Nestlinge werden nach 7 bis 20 (bei den meisten Arten nach 12 bis 16) Tagen flügge. Sie werden danach noch bis zu 6 Wochen lang von den Eltern gefüttert.

## Gattungen und Arten
- Arses

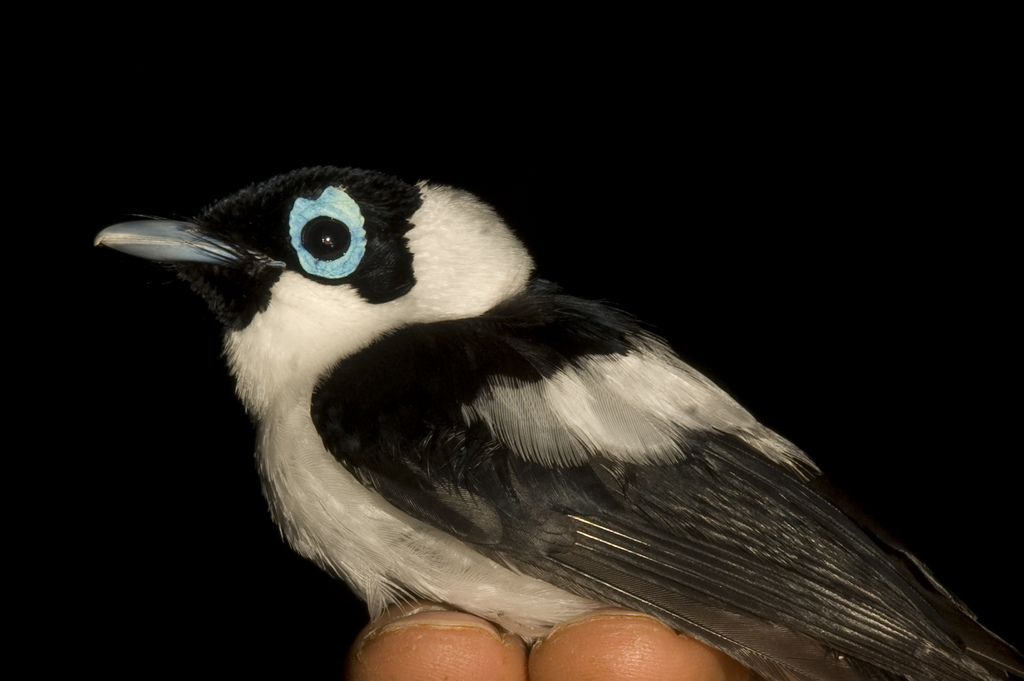
Australkrausenmonarch (Arses lorealis)

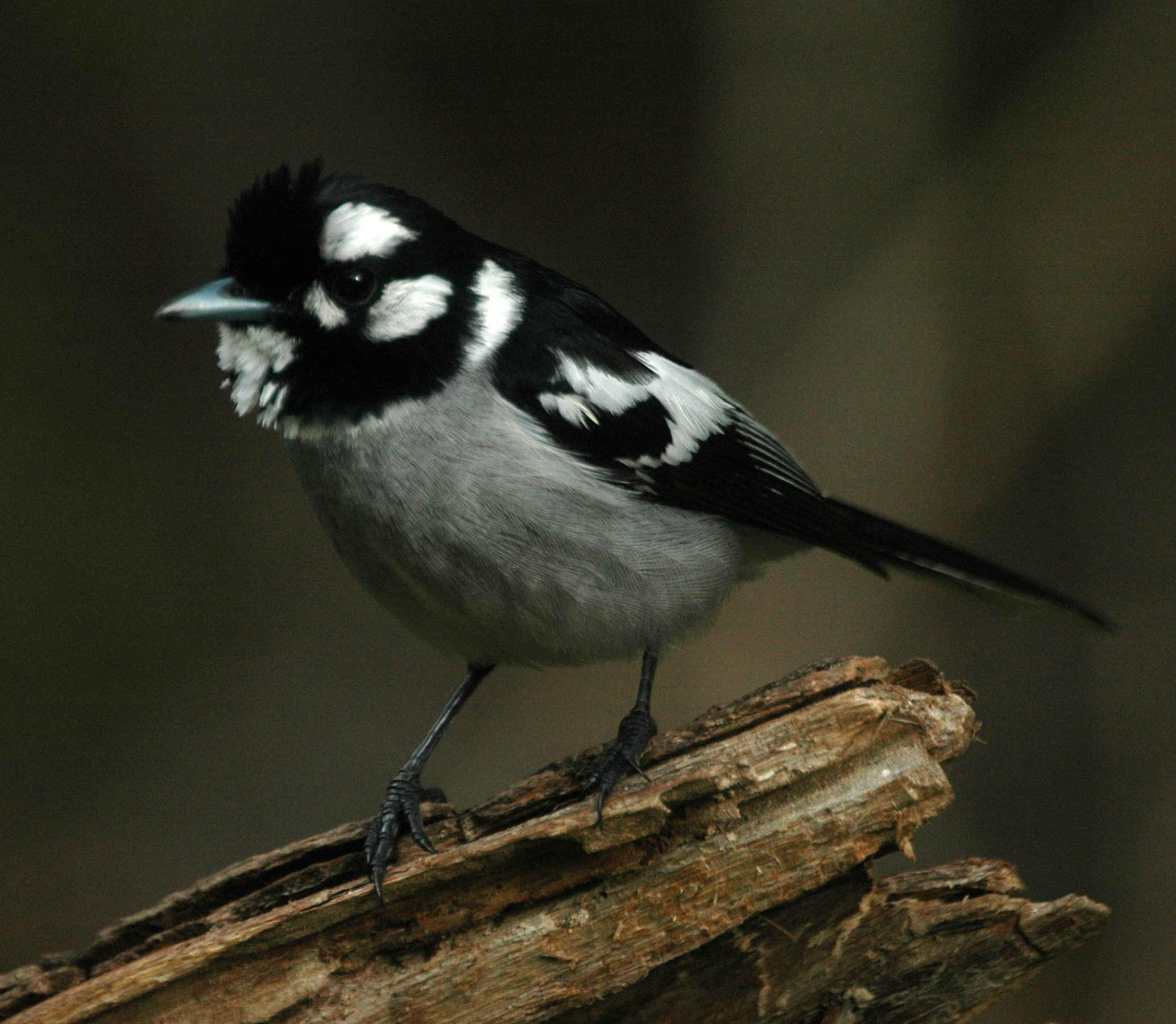
Weißohr-Monarch (Carteronis leucotis)

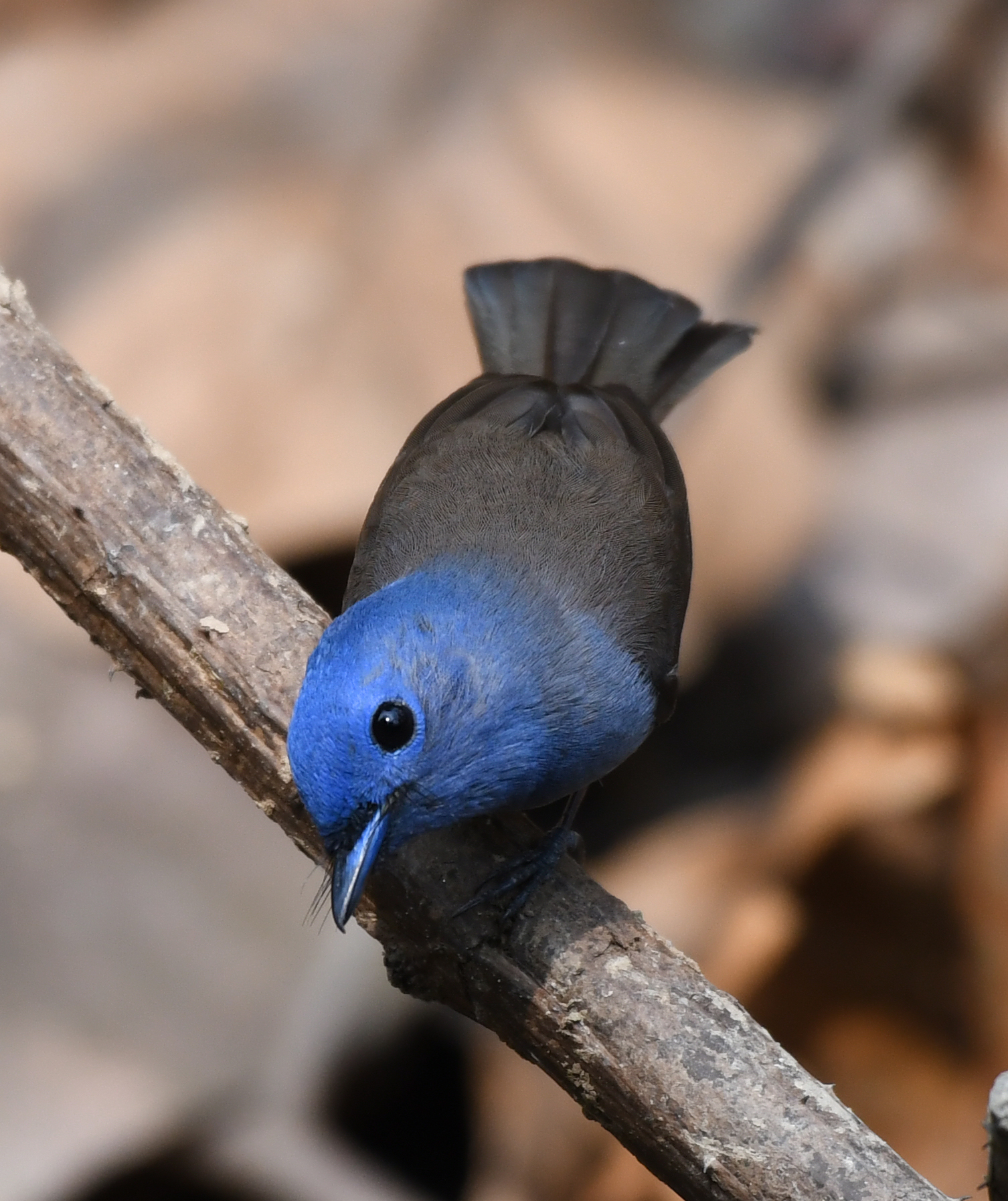
Schwarzgenickschnäpper (Hypothymis azurea)

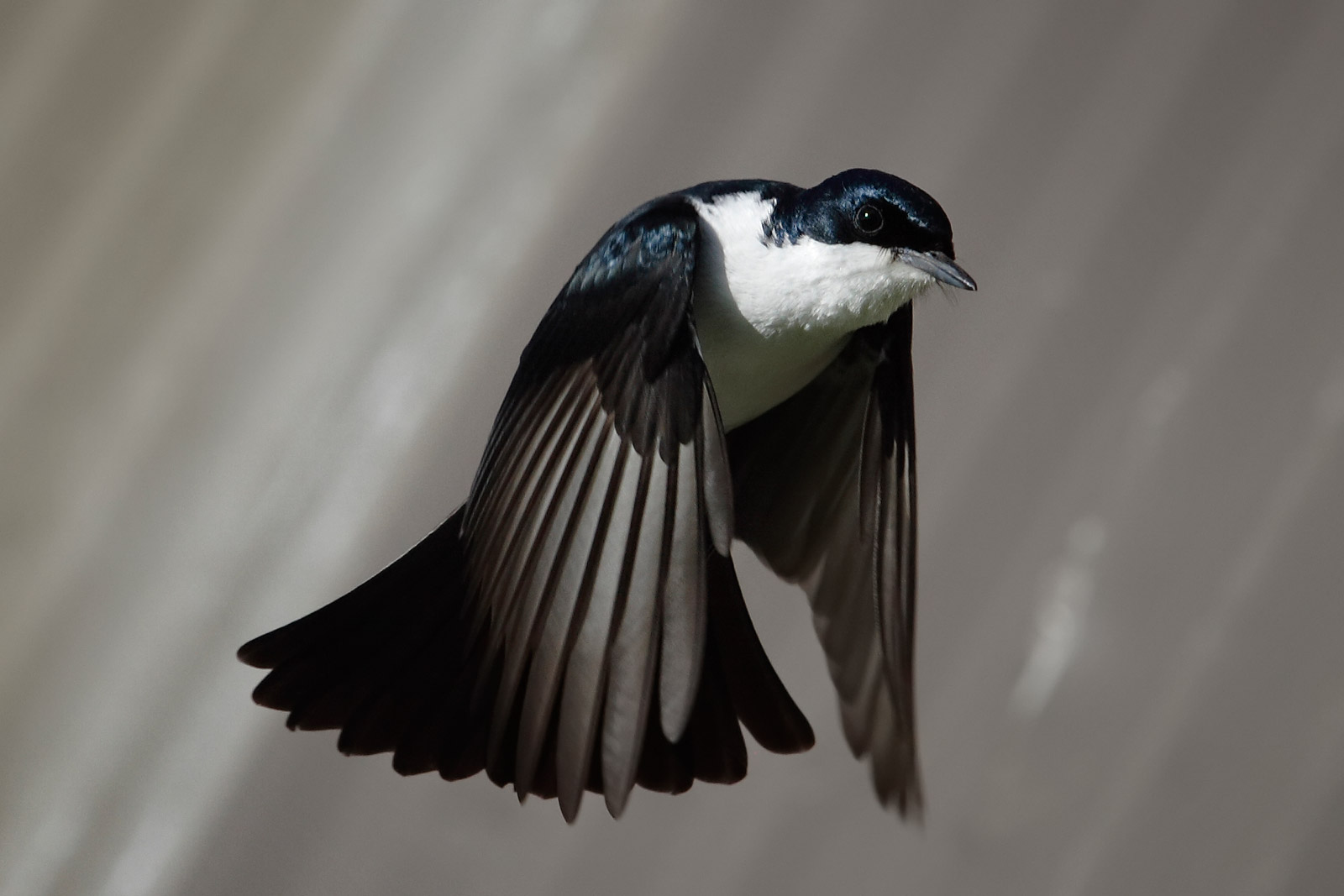
Weißkehl-Monarch (Myiagra inquieta)

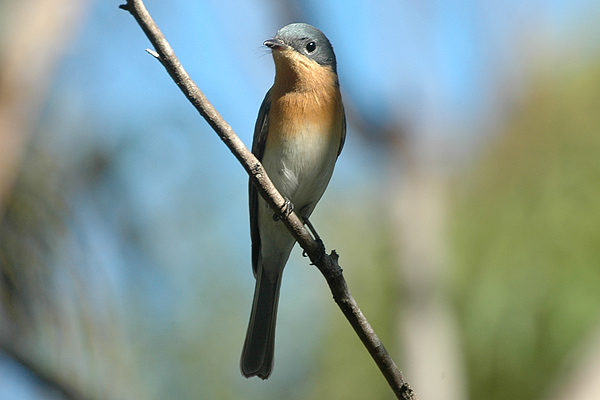
Silber-Monarch (Myiagra rubecula)

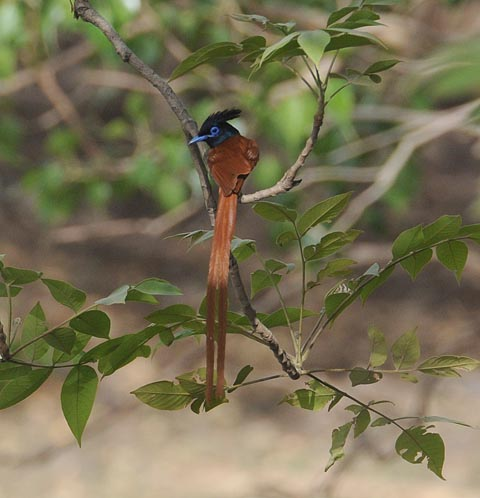
Asiatischer Paradiesschnäpper (Terpsiphone paradisi)

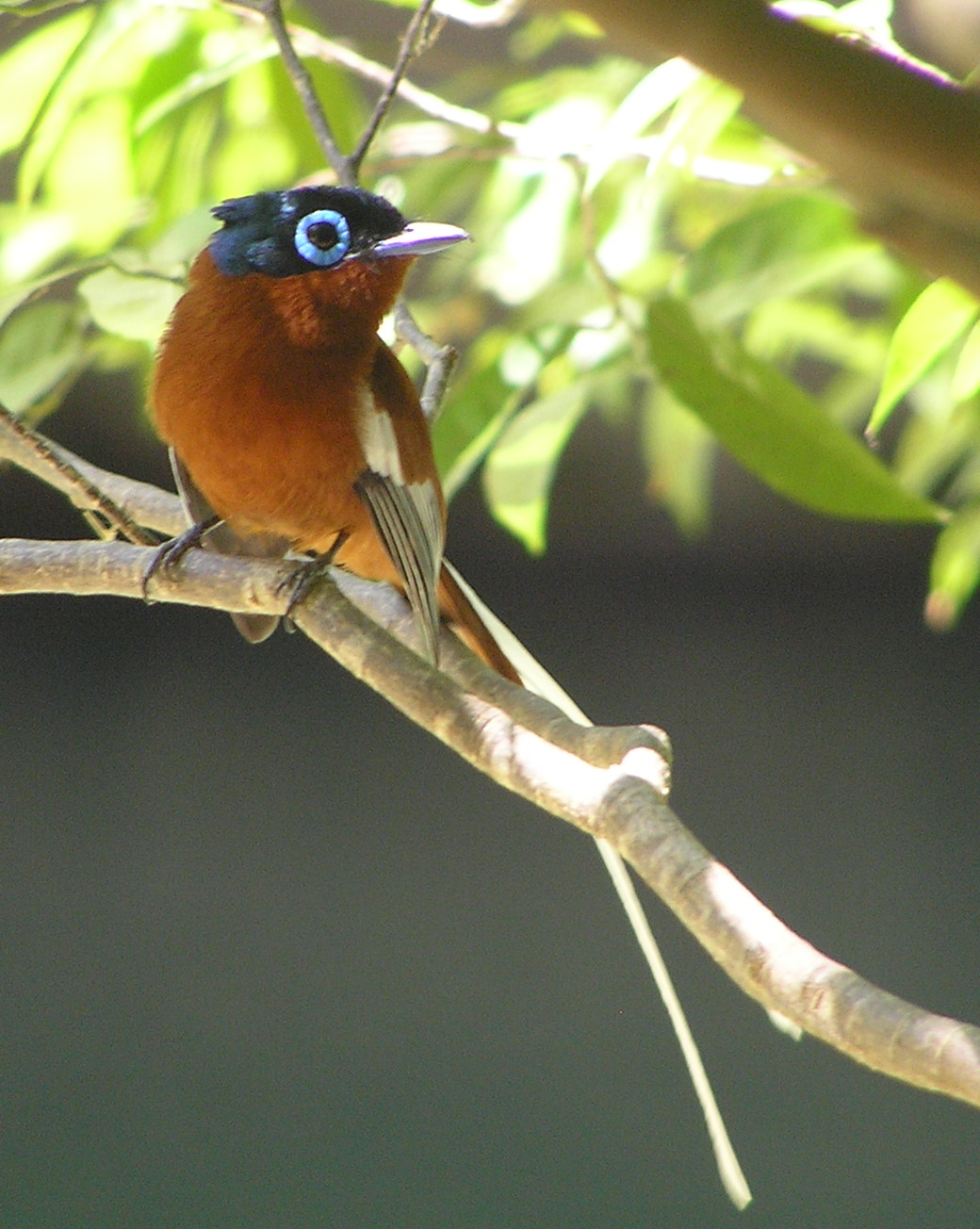
Madagaskar-Paradiesschnäpper (Terpsiphone mutata)

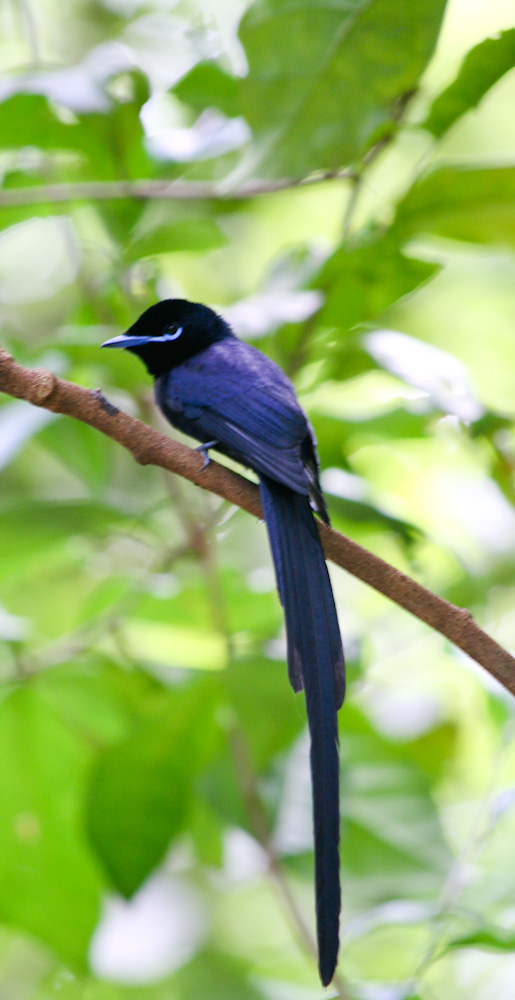
Seychellen-Paradiesschnäpper (Terpsiphone corvina)

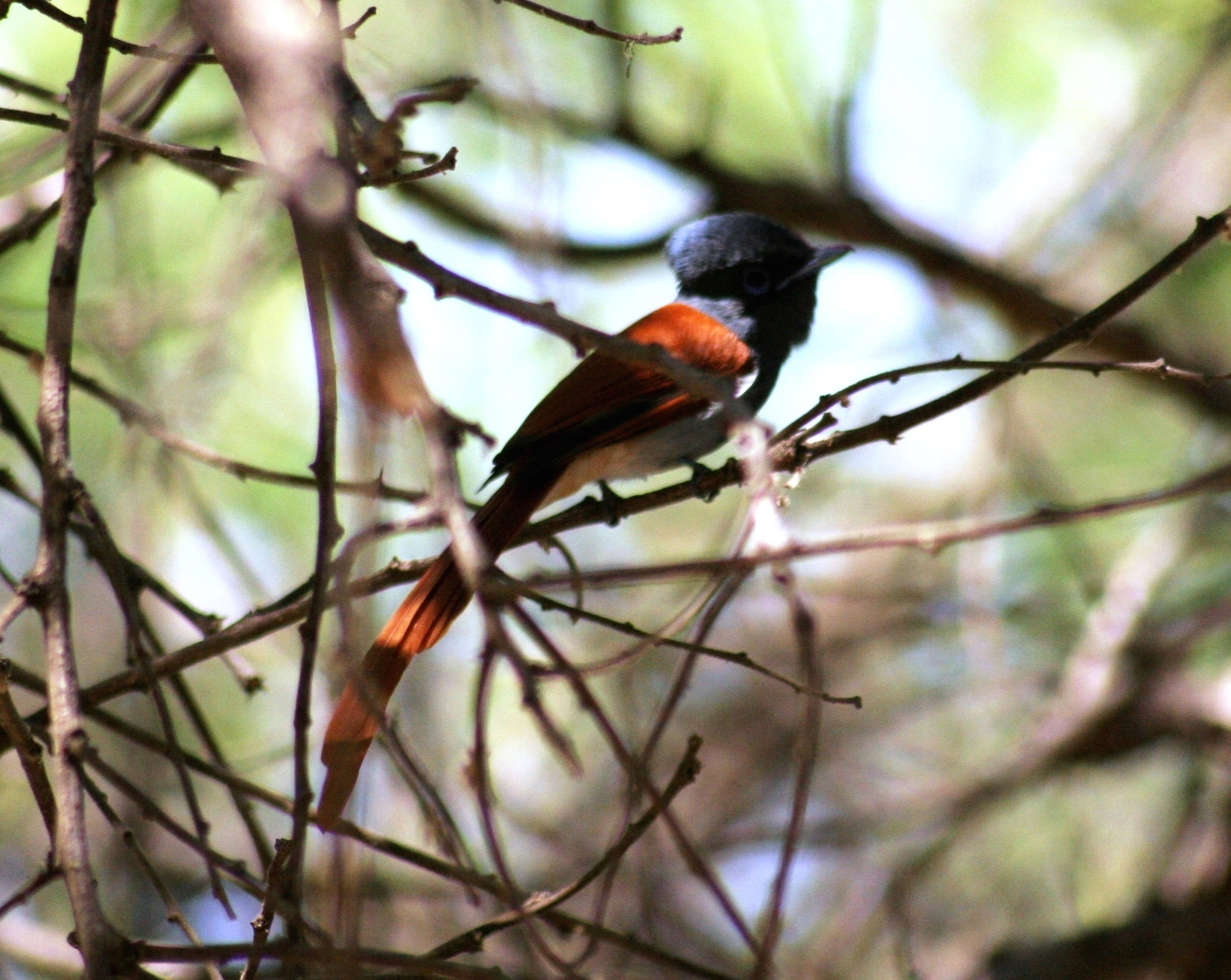
Graubrust-Paradiesschnäpper (Terpsiphone viridis)

  - Australkrausenmonarch (Arses lorealis)
  - Elstermonarch (Arses kaupi)
  - Krausenmonarch (Arses telescophthalmus)
  - Rothalsmonarch (Arses insularis)
- Chasiempis
  - Elepaio (Chasiempis sandwichensis)
- Würgermonarchen (Clytorhynchus)
  - Fidjiwürgermonarch (Clytorhynchus vitiensis)
    - Manuʻa-Würgermonarch (Clytorhynchus vitiensis powelli)

  - Hebridenwürgermonarch (Clytorhynchus pachycephaloides)
  - Rennellwürgermonarch (Clytorhynchus hamlini)
  - Schwarzkehl-Würgermonarch (Clytorhynchus nigrogularis)
- Carteronis
  - Goldmonarch (Carteronis chrysomela)
  - Weißohr-Monarch (Carteronis leucotis)
  - Weißhals-Monarch (Carteronis pileatus)
- Elminia
  - Berghaubenschnäpper (Elminia albonotata)
  - Türkiselminie (Elminia longicauda)
  - Weißschwanzelminie (Elminia albicauda)
  - Weißbauch-Haubenschnäpper (Elminia albiventris)
- Eutrichomyias
  - Blaumonarch (Eutrichomyias rowleyi)
- Grallina
  - Stelzenmonarch (Grallina cyanoleuca)
  - Bachmonarch (Grallina bruijnii)
- Hypothymis
  - Helenschnäpper (Hypothymis helenae)
  - Himmelsschnäpper (Hypothymis coelestis)
  - Schwarzgenickschnäpper (Hypothymis azurea)
- Mayrornis
  - Rostbrust-Monarch (Mayrornis versicolor)
  - Schwarzschwanz-Monarch (Mayrornis lessoni)
  - Vanikoro-Monarch (Mayrornis schistaceus)
- Metabolus
  - Trukmonarch (Metabolus rugensis)
- Monarcha
  - Boanomonarch (Monarcha boanensis)
  - Bougainvillemonarch (Monarcha erythrostictus)
  - Brillen-Monarch (Monarcha trivirgatus)
  - Buru-Monarch (Monarcha loricatus)
  - Everett-Monarch (Monarcha everetti)
  - Fächerschwanz-Monarch (Monarcha axillaris)
  - Falbschwanz-Monarch (Monarcha brehmii)
  - Flores-Monarch (Monarcha sacerdotum)
  - Fuchs-Monarch (Monarcha rubiensis)
  - Graukopf-Monarch (Monarcha cinerascens)
  - Julianamonarch (Monarcha julianae)
  - Maskenmonarch (Monarcha melanopsis)
  - Perlenflügel-Monarch (Monarcha guttula)
  - Richard-Monarch (Monarcha richardsii)
  - Salomonenmonarch (Monarcha browni)
  - Silberschwanz-Monarch (Monarcha infelix)
  - Schuppen-Monarch (Monarcha vidua)
  - Schwarzflügel-Monarch (Monarcha frater)
  - Schwarzrücken-Monarch (Monarcha castaneiventris)
  - Stirnschopf-Monarch (Monarcha verticalis)
  - Tenimbermonarch (Monarcha mundus)
  - Tinian Monarch (Monarcha takatsukasae)
  - Weißbart-Monarch (Monarcha barbatus)
  - Weißrücken-Monarch (Monarcha menckei)
  - Weißschwanz-Monarch (Monarcha leucurus)
  - Yapmonarch (Monarcha godeffroyi)
- Myiagra
  - Breitschnabel-Monarch (Myiagra ruficollis)
  - Carolinen Monarch (Myiagra oceanica)
  - Eichhorn-Monarch (Myiagra hebetior)
  - Geelvink Monarch (Myiagra atra)
  - Glanz-Monarch (Myiagra alecto)
  - Guam-Monarch (Myiagra freycineti)
  - Hybriden Monarch (Myiagra caledonica)
  - Palaumonarch (Myiagra erythrops)
  - Pohnpeimonarch (Myiagra pluto)
  - Molukken-Monarch (Myiagra galeata)
  - Rotbauch-Monarch (Myiagra vanikorensis)
  - Samoamonarch (Myiagra albiventris)
  - San-Cristobal-Monarch (Myiagra cervinicauda)
  - Schmuck-Monarch (Myiagra azureocapilla)
  - Seiden-Monarch (Myiagra cyanoleuca)
  - Silber-Monarch (Myiagra rubecula)
  - Stahl-Monarch (Myiagra ferrocyanea)
  - Weißkehl-Monarch (Myiagra inquieta)
- Neolalage
  - Harlekinmonarch (Neolalage banksiana)
- Pomarea
  - † Eiao-Fleckenmonarch (Pomarea fluxa)
  - Fatuhivamonarch (Pomarea whitneyi)
  - Iphis-Fliegenschnäpper (Pomarea iphis)
  - Marquesas-Monarch (Pomarea mendozae)
  - Nuku-Hiva-Monarch (Pomarea nukuhivae)
  - Rarotonga Monarch (Pomarea dimidiata)
  - Tahitimonarch (Pomarea nigra)
  - † Maupiti-Monarch (Pomarea maupitiensis)
  - Ua-Pou-Monarch (Pomarea mira)
- Paradiesschnäpper (Terpsiphone)
  - Bedford-Paradiesschnäpper (Terpsiphone bedfordi)
  - Asiatischer Paradiesschnäpper (Terpsiphone paradisi)
  - Graubrust-Paradiesschnäpper (Terpsiphone viridis)
  - Kobalt-Paradiesschnäpper (Terpsiphone cyanescens)
  - Madagaskar-Paradiesschnäpper (Terpsiphone mutata)
  - Maskarenen-Paradiesschnäpper (Terpsiphone bourbonnensis)
  - Japanparadiesschnäpper (Terpsiphone atrocaudata)
  - Roststeiß-Paradiesschnäpper (Terpsiphone rufocinerea)
  - Senegal-Paradiesschnäpper (Terpsiphone rufiventer)
  - Seychellen-Paradiesschnäpper (Terpsiphone corvina)
  - Stahl-Paradiesschnäpper (Terpsiphone atrochalybeia)
  - Zimt-Paradiesschnäpper (Terpsiphone cinnamomea)
- Trochocercus
  - Blaumantel-Haubenschnäpper (Trochocercus cyanomelas)
  - Glanz-Haubenschnäpper (Trochocercus nitens)

## Belege
1. 1 2  David W. Winkler, Shawn M. Billerman, Irby J. Lovette: Bird Families of the World: A Guide to the Spectacular Diversity of Birds. Lynx Edicions (2015), ISBN 978-84-941892-0-3. Seite 378–380.